# Rudolf Preimesberger
Rudolf Preimesberger (* 19. Februar 1936 in Ebensee, Oberösterreich; † 3. Januar 2025 in Berlin) war ein österreichischer Kunsthistoriker und Hochschullehrer.

## Werdegang
Nach dem Studium der Kunstgeschichte an der Universität Wien und langer Forschungstätigkeit in Rom wurde Preimesberger zweiter Direktor am Zentralinstitut für Kunstgeschichte in München, wo er sich 1977 habilitierte. Im Jahre 1979 wurde er erstmals an die Freie Universität Berlin berufen. Anschließend wurde er Ordinarius für Kunstgeschichte an der Universität Zürich. 1989 kehrte Preimesberger in gleicher Funktion an die Freie Universität Berlin zurück, wo er bis zu seiner Emeritierung im Jahre 2001 lehrte. 1992 wurde er Korrespondierendes Mitglied der Österreichischen Akademie der Wissenschaften.
Seine letzte Ruhestätte fand Rudolf Preimesberger auf dem Friedhof Heerstraße. 